# US Open de 2017 - Dia a dia
Estes foram os jogos realizados nas quadras mais importantes a partir do primeiro dia das chaves principais.
Células em lavanda indicam sessão noturna.

## Dia 1 (28 de agosto)
- Cabeças de chave eliminados:
  - Simples masculino:  Jack Sock [13],  David Ferrer [21],  Karen Khachanov [25],  Robin Haase [32]
  - Simples feminino:  Simona Halep [2],  Johanna Konta [7],  Ana Konjuh [21],  Kiki Bertens [24],  Lauren Davis [32]

Ordem dos jogos:
| Arthur Ashe Stadium                      | Arthur Ashe Stadium    | Arthur Ashe Stadium    | Arthur Ashe Stadium       |
| Evento                                   | Vencedor(a)/(es/as)    | Derrotado(a)/(os/as)   | Resultado                 |
| ---------------------------------------- | ---------------------- | ---------------------- | ------------------------- |
| Simples feminino – 1ª fase               | Garbiñe Muguruza [3]   | Varvara Lepchenko      | 6–0, 6–3                  |
| Simples masculino – 1ª fase              | Marin Čilić [5]        | Tennys Sandgren        | 6–4, 6–3, 3–6, 6–3        |
| Simples feminino – 1ª fase               | Venus Williams [9]     | Viktória Kužmová [Q]   | 6–3, 3–6, 6–2             |
| Cerimônia de abertura do US Open de 2017 |                        |                        |                           |
| Simples feminino – 1ª fase               | Maria Sharapova [WC]   | Simona Halep [2]       | 6–4, 4–6, 6–3             |
| Simples masculino – 1ª fase              | Alexander Zverev [4]   | Darian King [Q]        | 7–69, 7–5, 6–4            |
| Louis Armstrong Stadium                  |                        |                        |                           |
| Evento                                   | Vencedor(a)/(es/as)    | Derrotado(a)/(os/as)   | Resultado                 |
| Simples feminino – 1ª fase               | Petra Kvitová [13]     | Jelena Janković        | 7–5, 7–5                  |
| Simples masculino – 1ª fase              | John Isner [10]        | Pierre-Hugues Herbert  | 6–1, 6–3, 4–6, 6–3        |
| Simples feminino – 1ª fase               | Sloane Stephens [PR]   | Roberta Vinci          | 7–5, 6–1                  |
| Simples masculino – 1ª fase              | Jordan Thompson        | Jack Sock [13]         | 6–2, 7–612, 1–6, 5–7, 6–4 |
| Grandstand                               |                        |                        |                           |
| Evento                                   | Vencedor(a)/(es/as)    | Derrotado(a)/(os/as)   | Resultado                 |
| Simples masculino – 1ª fase              | Steve Johnson          | Nicolás Almagro        | 6–4, 7–62, 7–65           |
| Simples feminino – 1ª fase               | Aleksandra Krunić      | Johanna Konta [7]      | 4–6, 6–3, 6–4             |
| Simples masculino – 1ª fase              | Sam Querrey [17]       | Gilles Simon           | 6–4, 6–3, 6–4             |
| Simples feminino – 1ª fase               | Caroline Wozniacki [5] | Mihaela Buzărnescu [Q] | 6–1, 7–5                  |

## Dia 2 (29 de agosto)
- Cabeças de chave eliminados:
  - Simples feminino:  Angelique Kerber [6],  Lesia Tsurenko [28]

Ordem dos jogos:
| Arthur Ashe Stadium         | Arthur Ashe Stadium                             | Arthur Ashe Stadium                             | Arthur Ashe Stadium     |
| Evento                      | Vencedor(a)/(es/as)                             | Derrotado(a)/(os/as)                            | Resultado               |
| --------------------------- | ----------------------------------------------- | ----------------------------------------------- | ----------------------- |
| Simples feminino – 1ª fase  | Karolína Plíšková [1]                           | Magda Linette                                   | 6–2, 6–1                |
| Simples feminino – 1ª fase  | Naomi Osaka                                     | Angelique Kerber [6]                            | 6–3, 6–1                |
| Simples masculino – 1ª fase | Rafael Nadal [1]                                | Dušan Lajović                                   | 7–66, 6–2, 6–2          |
| Simples feminino – 1ª fase  | Jeļena Ostapenko [12]                           | Lara Arruabarrena                               | 6–2, 1–6, 6–1           |
| Simples feminino – 1ª fase  | Madison Keys [15]                               | Elise Mertens                                   | 6–3, 7–66               |
| Simples masculino – 1ª fase | Roger Federer [3]                               | Frances Tiafoe                                  | 4–6, 6–2, 6–1, 1–6, 6–4 |
| Louis Armstrong Stadium     |                                                 |                                                 |                         |
| Evento                      | Vencedor(a)/(es/as)                             | Derrotado(a)/(os/as)                            | Resultado               |
| Simples feminino – 1ª fase  | Elina Svitolina [4] vs. Kateřina Siniaková      | Elina Svitolina [4] vs. Kateřina Siniaková      | 6–0, 6–6(2–1), suspenso |
| Simples masculino – 1ª fase | Henri Laaksonen vs. Juan Martín del Potro [24]  | Henri Laaksonen vs. Juan Martín del Potro [24]  | cancelado               |
| Simples feminino – 1ª fase  | Alison Riske vs. Coco Vandeweghe [20]           | Alison Riske vs. Coco Vandeweghe [20]           | cancelado               |
| Simples masculino – 1ª fase | John Millman [PR] vs. Nick Kyrgios [14]         | John Millman [PR] vs. Nick Kyrgios [14]         | cancelado               |
| Grandstand                  |                                                 |                                                 |                         |
| Evento                      | Vencedor(a)/(es/as)                             | Derrotado(a)/(os/as)                            | Resultado               |
| Simples masculino – 1ª fase | Alex De Minaur [WC] vs. Dominic Thiem [6]       | Alex De Minaur [WC] vs. Dominic Thiem [6]       | 4–6, 1–6, 0–1, suspenso |
| Simples feminino – 1ª fase  | Evgeniya Rodina vs. Eugenie Bouchard            | Evgeniya Rodina vs. Eugenie Bouchard            | cancelado               |
| Simples feminino – 1ª fase  | Markéta Vondroušová vs. Svetlana Kuznetsova [8] | Markéta Vondroušová vs. Svetlana Kuznetsova [8] | cancelado               |
| Simples masculino – 1ª fase | Václav Šafránek [Q] vs. Grigor Dimitrov [7]     | Václav Šafránek [Q] vs. Grigor Dimitrov [7]     | cancelado               |

## Dia 3 (30 de agosto)
- Cabeças de chave eliminados:
  - Simples masculino:  Alexander Zverev [4],  Jo-Wilfried Tsonga [8],  Nick Kyrgios [14],  Gilles Müller [19],  Albert Ramos Viñolas [20],  Fabio Fognini [22],  Richard Gasquet [26],  Pablo Cuevas [27]
  - Simples feminino:  Caroline Wozniacki [5],  Dominika Cibulková [11],  Kristina Mladenovic [14],  Anastasia Pavlyuchenkova [19],  Peng Shuai [22],  Anett Kontaveit [26],  Mirjana Lučić-Baroni [29]

Ordem dos jogos:
| Arthur Ashe Stadium         | Arthur Ashe Stadium        | Arthur Ashe Stadium    | Arthur Ashe Stadium  |
| Evento                      | Vencedor(a)/(es/as)        | Derrotado(a)/(os/as)   | Resultado            |
| --------------------------- | -------------------------- | ---------------------- | -------------------- |
| Simples feminino – 1ª fase  | Evgeniya Rodina            | Eugenie Bouchard       | 7–62, 6–1            |
| Simples masculino – 1ª fase | Juan Martín del Potro [24] | Henri Laaksonen        | 6–4, 7–63, 7–65      |
| Simples feminino – 2ª fase  | Maria Sharapova [WC]       | Tímea Babos            | 46–7, 6–4, 6–1       |
| Simples feminino – 2ª fase  | Venus Williams [9]         | Océane Dodin           | 7–5, 6–4             |
| Simples masculino – 2ª fase | Denis Shapovalov [Q]       | Jo-Wilfried Tsonga [8] | 6–4, 6–4, 7–63       |
| Louis Armstrong Stadium     |                            |                        |                      |
| Evento                      | Vencedor(a)/(es/as)        | Derrotado(a)/(os/as)   | Resultado            |
| Simples feminino – 1ª fase  | Elina Svitolina [4]        | Kateřina Siniaková     | 6–0, 56–7, 6–3       |
| Simples masculino – 1ª fase | John Millman [PR]          | Nick Kyrgios [14]      | 6–3, 1–6, 6–4, 6–1   |
| Simples feminino – 1ª fase  | Coco Vandeweghe [20]       | Alison Riske           | 2–6, 6–3, 6–4        |
| Simples masculino – 2ª fase | John Isner [10]            | Chung Hyeon            | 6–3, 6–4, 7–5        |
| Simples masculino – 2ª fase | Kyle Edmund                | Steve Johnson          | 7–5, 6–2, 7–64       |
| Grandstand                  |                            |                        |                      |
| Evento                      | Vencedor(a)/(es/as)        | Derrotado(a)/(os/as)   | Resultado            |
| Simples masculino – 1ª fase | Dominic Thiem [6]          | Alex De Minaur [WC]    | 6–4, 6–1, 6–1        |
| Simples masculino – 1ª fase | Grigor Dimitrov [7]        | Václav Šafránek [Q]    | 6–1, 6–4, 6–2        |
| Simples feminino – 1ª fase  | Svetlana Kuznetsova [8]    | Markéta Vondroušová    | 4–6, 6–4, 7–62       |
| Simples feminino – 1ª fase  | Daria Gavrilova [25]       | Allie Kiick [Q]        | 6–2, 6–1             |
| Simples masculino – 2ª fase | Borna Ćorić                | Alexander Zverev [4]   | 3–6, 7–5, 7–61, 7–64 |
| Simples feminino – 2ª fase  | Garbiñe Muguruza [3]       | Duan Yingying          | 6–4, 6–0             |

## Dia 4 (31 de agosto)
- Cabeças de chave eliminados:
  - Simples masculino:  Grigor Dimitrov [7],  Tomáš Berdych [15]
  - Simples feminino:  Svetlana Kuznetsova [8],  Barbora Strýcová [23],  Daria Gavrilova [25]
  - Duplas masculinas:  Raven Klaasen /  Rajeev Ram [7],  Ryan Harrison /  Michael Venus [8]
  - Duplas femininas:  Anna-Lena Grönefeld /  Květa Peschke [8],  Abigail Spears /  Katarina Srebotnik [10],  Makoto Ninomiya /  Renata Voráčová [15]

Ordem dos jogos:
| Arthur Ashe Stadium         | Arthur Ashe Stadium        | Arthur Ashe Stadium          | Arthur Ashe Stadium      |
| Evento                      | Vencedor(a)/(es/as)        | Derrotado(a)/(os/as)         | Resultado                |
| --------------------------- | -------------------------- | ---------------------------- | ------------------------ |
| Simples feminino – 2ª fase  | Elina Svitolina [4]        | Evgeniya Rodina              | 6–4, 6–4                 |
| Simples feminino – 2ª fase  | Karolína Plíšková [1]      | Nicole Gibbs [Q]             | 2–6, 6–3, 6–4            |
| Simples masculino – 2ª fase | Roger Federer [3]          | Mikhail Youzhny              | 6–1, 36–7, 4–6, 6–4, 6–2 |
| Simples feminino – 2ª fase  | Coco Vandeweghe [20]       | Ons Jabeur                   | 7–6(8–6), 6–2            |
| Simples masculino – 2ª fase | Rafael Nadal [1]           | Taro Daniel                  | 4–6, 6–3, 6–2, 6–2       |
| Louis Armstrong Stadium     |                            |                              |                          |
| Evento                      | Vencedor(a)/(es/as)        | Derrotado(a)/(os/as)         | Resultado                |
| Simples feminino – 2ª fase  | Jeļena Ostapenko [12]      | Sorana Cîrstea               | 6–4, 6–4                 |
| Simples masculino – 2ª fase | Andrey Rublev              | Grigor Dimitrov [7]          | 7–5, 7–63, 6–3           |
| Simples masculino – 2ª fase | Dominic Thiem [6]          | Taylor Fritz [WC]            | 6–4, 6–4, 4–6, 7–5       |
| Simples feminino – 2ª fase  | Madison Keys [15]          | Tatjana Maria                | 6–3, 6–4                 |
| Grandstand                  |                            |                              |                          |
| Evento                      | Vencedor(a)/(es/as)        | Derrotado(a)/(os/as)         | Resultado                |
| Simples feminino – 2ª fase  | Jennifer Brady             | Barbora Strýcová [23]        | 6–1, 6–1                 |
| Simples masculino – 2ª fase | Juan Martín del Potro [24] | Adrián Menéndez-Maceiras [Q] | 6–2, 6–3, 7–63           |
| Simples masculino – 2ª fase | Gaël Monfils [18]          | Donald Young                 | 6–3, 36–7, 6–4, 2–6, 7–5 |
| Simples feminino – 2ª fase  | Kurumi Nara                | Svetlana Kuznetsova [8]      | 6–3, 3–6, 6–3            |

## Dia 5 (1º de setembro)
- Cabeças de chave eliminados:
  - Simples masculino:  Marin Čilić [5],  John Isner [10]
  - Simples feminino:  Caroline Garcia [18],  Magdaléna Rybáriková [31]
  - Duplas masculinas:  Łukasz Kubot /  Marcelo Melo [2],  Pierre-Hugues Herbert /  Nicolas Mahut [3],  Rohan Bopanna /  Pablo Cuevas [10],  Brian Baker /  Nikola Mektić [13],  Santiago González /  Donald Young [15],  Sam Groth /  Aisam-ul-Haq Qureshi [16]
  - Duplas mistas:  Sania Mirza /  Ivan Dodig [2],  Casey Dellacqua /  Rajeev Ram [5],  Andrea Hlaváčková /  Édouard Roger-Vasselin [6]

Ordem dos jogos:
| Arthur Ashe Stadium         | Arthur Ashe Stadium                  | Arthur Ashe Stadium              | Arthur Ashe Stadium     |
| Evento                      | Vencedor(a)/(es/as)                  | Derrotado(a)/(os/as)             | Resultado               |
| --------------------------- | ------------------------------------ | -------------------------------- | ----------------------- |
| Simples feminino – 3ª fase  | Petra Kvitová [13]                   | Caroline Garcia [18]             | 6–0, 6–4                |
| Simples masculino – 3ª fase | Denis Shapovalov [Q]                 | Kyle Edmund                      | 3–6, 6–3, 6–3, 1–0, ab. |
| Simples feminino – 3ª fase  | Venus Williams [9]                   | Maria Sakkari                    | 6–3, 6–4                |
| Simples masculino – 3ª fase | Mischa Zverev [23]                   | John Isner [10]                  | 6–4, 6–3, 7–65          |
| Simples feminino – 3ª fase  | Maria Sharapova [WC]                 | Sofia Kenin [WC]                 | 7–5, 6–2                |
| Louis Armstrong Stadium     |                                      |                                  |                         |
| Evento                      | Vencedor(a)/(es/as)                  | Derrotado(a)/(os/as)             | Resultado               |
| Simples masculino – 3ª fase | Pablo Carreño Busta [12]             | Nicolas Mahut [Q]                | 6–3, 6–4, 6–3           |
| Simples feminino – 3ª fase  | Sloane Stephens [PR]                 | Ashleigh Barty                   | 6–2, 6–4                |
| Simples feminino – 3ª fase  | Garbiñe Muguruza [3]                 | Magdaléna Rybáriková [31]        | 6–1, 6–1                |
| Simples masculino – 3ª fase | Sam Querrey [17]                     | Radu Albot [Q]                   | 4–6, 6–2, 6–4, 6–4      |
| Grandstand                  |                                      |                                  |                         |
| Evento                      | Vencedor(a)/(es/as)                  | Derrotado(a)/(os/as)             | Resultado               |
| Simples masculino – 3ª fase | Diego Schwartzman [29]               | Marin Čilić [5]                  | 4–6, 7–5, 7–5, 6–4      |
| Simples masculino – 3ª fase | Kevin Anderson [28]                  | Borna Ćorić                      | 6–4, 6–3, 6–2           |
| Duplas femininas – 1ª fase  | Chan Yung-jan [2] Martina Hingis [2] | Yulia Putintseva Arina Rodionova | 6–2, 6–2                |
| Simples feminino – 3ª fase  | Anastasija Sevastova [16]            | Donna Vekić                      | 6–2, 6–3                |

## Dia 6 (2 de setembro)
- Cabeças de chave eliminados:
  - Simples masculino:  Roberto Bautista Agut [11],  Gaël Monfils [18],  Adrian Mannarino [30] , Feliciano Lopez [31]
  - Simples feminino:  Agnieszka Radwańska [10],  Jeļena Ostapenko [12],  Elena Vesnina [17],  Zhang Shuai [27]
  - Duplas femininas:  Ashleigh Barty /  Casey Dellacqua [6],  Nao Hibino /  Alicja Rosolska [16]

Ordem dos jogos:
| Arthur Ashe Stadium         | Arthur Ashe Stadium                                                  | Arthur Ashe Stadium                                                  | Arthur Ashe Stadium |
| Evento                      | Vencedor(a)/(es/as)                                                  | Derrotado(a)/(os/as)                                                 | Resultado           |
| --------------------------- | -------------------------------------------------------------------- | -------------------------------------------------------------------- | ------------------- |
| Simples feminino – 3ª fase  | Karolína Plíšková [1]                                                | Zhang Shuai [27]                                                     | 3–6, 7–5, 6–4       |
| Simples feminino – 3ª fase  | Coco Vandeweghe [20]                                                 | Agnieszka Radwańska [10]                                             | 7–5, 4–6, 6–4       |
| Simples masculino – 3ª fase | Rafael Nadal [1]                                                     | Leonardo Mayer [LL]                                                  | 36–7, 6–3, 6–1, 6–4 |
| Simples masculino – 3ª fase | Roger Federer [3]                                                    | Feliciano López [31]                                                 | 6–3, 6–3, 7–5       |
| Simples feminino – 3ª fase  | Madison Keys [15]                                                    | Elena Vesnina [17]                                                   | 2–6, 6–4, 6–1       |
| Louis Armstrong Stadium     |                                                                      |                                                                      |                     |
| Evento                      | Vencedor(a)/(es/as)                                                  | Derrotado(a)/(os/as)                                                 | Resultado           |
| Simples masculino – 3ª fase | Dominic Thiem [6]                                                    | Adrian Mannarino [30]                                                | 7–5, 6–3, 6–4       |
| Simples feminino – 3ª fase  | Daria Kasatkina                                                      | Jeļena Ostapenko [12]                                                | 6–3, 6–2            |
| Simples masculino – 3ª fase | David Goffin [9]                                                     | Gaël Monfils [18]                                                    | 7–5, 5–1, ab.       |
| Duplas masculinas – 2ª fase | Jérémy Chardy / Fabrice Martin vs. Taylor Fritz / Reilly Opelka [WC] | Jérémy Chardy / Fabrice Martin vs. Taylor Fritz / Reilly Opelka [WC] | 6–2, 36–7, suspenso |
| Grandstand                  |                                                                      |                                                                      |                     |
| Evento                      | Vencedor(a)/(es/as)                                                  | Derrotado(a)/(os/as)                                                 | Resultado           |
| Simples masculino – 3ª fase | Alexandr Dolgopolov                                                  | Viktor Troicki                                                       | 6–1, 6–0, 6–4       |
| Simples masculino – 3ª fase | Juan Martín del Potro [24]                                           | Roberto Bautista Agut [11]                                           | 6–3, 6–3, 6–4       |
| Simples feminino – 3ª fase  | Elina Svitolina [4]                                                  | Shelby Rogers                                                        | 6–4, 7–5            |
| Duplas masculinas – 2ª fase | Bob Bryan [5] Mike Bryan [5]                                         | Nick Kyrgios Matt Reid                                               | 6–1, 6–1            |

## Dia 7 (3 de setembro)
- Cabeças de chave eliminados:
  - Simples masculino:  Lucas Pouille [16],  Mischa Zverev [23]
  - Simples feminino:  Garbiñe Muguruza [3],  Julia Görges [30]
  - Duplas masculinas:  Julio Peralta /  Horacio Zeballos [14]
  - Duplas femininas:  Kristina Mladenovic /  Anastasia Pavlyuchenkova [13]

Ordem dos jogos:
| Arthur Ashe Stadium         | Arthur Ashe Stadium               | Arthur Ashe Stadium                  | Arthur Ashe Stadium |
| Evento                      | Vencedor(a)/(es/as)               | Derrotado(a)/(os/as)                 | Resultado           |
| --------------------------- | --------------------------------- | ------------------------------------ | ------------------- |
| Simples masculino – 4ª fase | Pablo Carreño Busta [12]          | Denis Shapovalov [Q]                 | 7–62, 7–64, 7–63    |
| Simples feminino – 4ª fase  | Anastasija Sevastova [16]         | Maria Sharapova [WC]                 | 5–7, 6–4, 6–2       |
| Simples feminino – 4ª fase  | Venus Williams [9]                | Carla Suárez Navarro                 | 6–3, 3–6, 6–1       |
| Simples feminino – 4ª fase  | Petra Kvitová [13]                | Garbiñe Muguruza [3]                 | 7–63, 6–3           |
| Simples masculino – 4ª fase | Sam Querrey [17]                  | Mischa Zverev [23]                   | 6–2, 6–2, 6–1       |
| Louis Armstrong Stadium     |                                   |                                      |                     |
| Evento                      | Vencedor(a)/(es/as)               | Derrotado(a)/(os/as)                 | Resultado           |
| Duplas masculinas – 2ª fase | Jérémy Chardy Fabrice Martin      | Taylor Fritz [WC] Reilly Opelka [WC] | 6–2, 36–7, 7–65     |
| Simples feminino – 4ª fase  | Sloane Stephens [PR]              | Julia Görges [30]                    | 6–3, 3–6, 6–1       |
| Simples masculino – 4ª fase | Kevin Anderson [28]               | Paolo Lorenzi                        | 6–4, 6–3, 46–7, 6–4 |
| Grandstand                  |                                   |                                      |                     |
| Evento                      | Vencedor(a)/(es/as)               | Derrotado(a)/(os/as)                 | Resultado           |
| Duplas masculinas – 2ª fase | Henri Kontinen [1] John Peers [1] | Mikhail Elgin Daniil Medvedev        | 7–63, 6–4           |
| Simples masculino – 4ª fase | Diego Schwartzman [29]            | Lucas Pouille [16]                   | 7–63, 7–5, 2–6, 6–2 |
| Duplas femininas – 3ª fase  | Sania Mirza [4] Peng Shuai [4]    | Sorana Cîrstea Sara Sorribes Tormo   | 6–2, 3–6, 7–62      |
| Duplas mistas – 2ª fase     | Anastasia Rodionova Oliver Marach | Jeļena Ostapenko Fabrice Martin      | 6–4, 6–2            |

## Dia 8 (4 de setembro)
- Cabeças de chave eliminados:
  - Simples masculino:  Dominic Thiem [6],  David Goffin [9],  Philipp Kohlschreiber [33]
  - Simples feminino:  Elina Svitolina [4]
  - Duplas masculinas:  Ivan Dodig /  Marcel Granollers [6],  Oliver Marach /  Mate Pavić [9]
  - Duplas femininas:  Ekaterina Makarova /  Elena Vesnina [1]
  - Duplas mistas:  Gabriela Dabrowski /  Rohan Bopanna [7]

Ordem dos jogos:
| Arthur Ashe Stadium                | Arthur Ashe Stadium               | Arthur Ashe Stadium                 | Arthur Ashe Stadium      |
| Evento                             | Vencedor(a)/(es/as)               | Derrotado(a)/(os/as)                | Resultado                |
| ---------------------------------- | --------------------------------- | ----------------------------------- | ------------------------ |
| Simples feminino – 4ª fase         | Karolína Plíšková [1]             | Jennifer Brady                      | 6–1, 6–0                 |
| Simples masculino – 4ª fase        | Rafael Nadal [1]                  | Alexandr Dolgopolov                 | 6–2, 6–4, 6–1            |
| Simples feminino – 4ª fase         | Coco Vandeweghe [20]              | Lucie Šafářová                      | 6–4, 7–62                |
| Simples masculino – 4ª fase        | Roger Federer [3]                 | Philipp Kohlschreiber [33]          | 6–4, 6–2, 7–5            |
| Simples feminino – 4ª fase         | Madison Keys [15]                 | Elina Svitolina [4]                 | 7–62, 1–6, 6–4           |
| Louis Armstrong Stadium            |                                   |                                     |                          |
| Evento                             | Vencedor(a)/(es/as)               | Derrotado(a)/(os/as)                | Resultado                |
| Duplas masculinas – 3ª fase        | Robin Haase Matwé Middelkoop      | Dudi Sela Steve Darcis              | 7–62, 6–3                |
| Simples masculino – 4ª fase        | Andrey Rublev                     | David Goffin [9]                    | 7–5, 7–65, 6–3           |
| Simples feminino – 4ª fase         | Kaia Kanepi [Q]                   | Daria Kasatkina                     | 6–4, 6–4                 |
| Duplas masculinas – 3ª fase        | Jamie Murray [4] Bruno Soares [4] | Robert Lindstedt Jordan Thompson    | 6–3, 6–4                 |
| Grandstand                         |                                   |                                     |                          |
| Evento                             | Vencedor(a)/(es/as)               | Derrotado(a)/(os/as)                | Resultado                |
| Simples feminino juvenil – 1ª fase | Whitney Osuigwe [1]               | Margaryta Bilokin [Q]               | 6–1, 6–4                 |
| Duplas masculinas – 3ª fase        | Henri Kontinen [1] John Peers [1] | Juan Sebastián Cabal Leonardo Mayer | 6–3, 6–4                 |
| Duplas masculinas – 3ª fase        | Bob Bryan [5] Mike Bryan [5]      | Oliver Marach [9] Mate Pavić [9]    | 4–6, 6–3, 6–4            |
| Simples masculino – 4ª fase        | Juan Martín del Potro [24]        | Dominic Thiem [6]                   | 1–6, 2–6, 6–1, 7–61, 6–4 |

## Dia 9 (5 de setembro)
- Cabeças de chave eliminados:
  - Simples masculino:  Sam Querrey [17],  Diego Schwartzman [29]
  - Simples feminino:  Petra Kvitová [13],  Anastasija Sevastova [16]
  - Duplas masculinas:  Jamie Murray /  Bruno Soares [4]
  - Duplas femininas:  Andreja Klepač /  María José Martínez Sánchez [14]
  - Duplas mistas:  Tímea Babos /  Bruno Soares [4],  Lucie Hradecká /  Marcin Matkowski [8]

Ordem dos jogos:
| Arthur Ashe Stadium                  | Arthur Ashe Stadium                       | Arthur Ashe Stadium                                  | Arthur Ashe Stadium            |
| Evento                               | Vencedor(a)/(es/as)                       | Derrotado(a)/(os/as)                                 | Resultado                      |
| ------------------------------------ | ----------------------------------------- | ---------------------------------------------------- | ------------------------------ |
| Simples masculino – Quartas de final | Pablo Carreño Busta [12]                  | Diego Schwartzman [29]                               | 6–4, 6–4, 6–2                  |
| Simples feminino – Quartas de final  | Sloane Stephens [PR]                      | Anastasija Sevastova [16]                            | 6–3, 3–6, 7–64                 |
| Simples feminino – Quartas de final  | Venus Williams [9]                        | Petra Kvitová [13]                                   | 6–3, 3–6, 7–62                 |
| Simples masculino – Quartas de final | Kevin Anderson [28]                       | Sam Querrey [17]                                     | 7–6(7–5), 6–7(9–11), 6–3, 7–67 |
| Louis Armstrong Stadium              |                                           |                                                      |                                |
| Evento                               | Vencedor(a)/(es/as)                       | Derrotado(a)/(os/as)                                 | Resultado                      |
| Duplas masculinas – Quartas de final | Henri Kontinen [1] John Peers [1]         | Nicholas Monroe John-Patrick Smith                   | 6–3, 6–4                       |
| Duplas masculinas – Quartas de final | Feliciano López [11] Marc López [11]      | Robin Haase Matwé Middelkoop                         | 6–4, 7–5                       |
| Duplas mistas – Quartas de final     | Anastasia Rodionova Oliver Marach         | Lucie Hradecká [8] Marcin Matkowski [8]              | 5–7, 6–4, [10–8]               |
| Duplas mistas – Quartas de final     | Martina Hingis [1] Jamie Murray [1]       | Abigail Spears Juan Sebastián Cabal                  | 6–3, 2–6, [10–8]               |
| Grandstand                           |                                           |                                                      |                                |
| Evento                               | Vencedor(a)/(es/as)                       | Derrotado(a)/(os/as)                                 | Resultado                      |
| Duplas femininas – Quartas de final  | Lucie Hradecká [7] Kateřina Siniaková [7] | Andreja Klepač [14] María José Martínez Sánchez [14] | 7–62, 6–3                      |
| Duplas masculinas – Quartas de final | Jean-Julien Rojer [12] Horia Tecău [12]   | Jamie Murray [4] Bruno Soares [4]                    | 6–1, 6–2                       |
| Duplas masculinas – Quartas de final | Bob Bryan [5] Mike Bryan [5]              | Julien Benneteau Édouard Roger-Vasselin              | 6–3, 7–5                       |
| Duplas mistas – Quartas de final     | Coco Vandeweghe Horia Tecău               | Tímea Babos [4] Bruno Soares [4]                     | 4–6, 6–1, [10–8]               |

## Dia 10 (6 de setembro)
- Cabeças de chave eliminados:
  - Simples masculino:  Roger Federer [3]
  - Simples feminino:  Karolína Plíšková [1]
  - Duplas femininas:  Gabriela Dabrowski /  Xu Yifan [9]

Ordem dos jogos:
| Arthur Ashe Stadium                  | Arthur Ashe Stadium                                             | Arthur Ashe Stadium                                             | Arthur Ashe Stadium |
| Evento                               | Vencedor(a)/(es/as)                                             | Derrotado(a)/(os/as)                                            | Resultado           |
| ------------------------------------ | --------------------------------------------------------------- | --------------------------------------------------------------- | ------------------- |
| Simples feminino – Quartas de final  | Coco Vandeweghe [20]                                            | Karolína Plíšková [1]                                           | 7–64, 6–3           |
| Simples masculino – Quartas de final | Rafael Nadal [1]                                                | Andrey Rublev                                                   | 6–1, 6–2, 6–2       |
| Duplas femininas – Quartas de final  | Lucie Šafářová [3] Barbora Strýcová [3]                         | Gabriela Dabrowski [9] Xu Yifan [9]                             | 6–3, 2–6, 6–4       |
| Simples feminino – Quartas de final  | Madison Keys [15]                                               | Kaia Kanepi [Q]                                                 | 6–3, 6–3            |
| Simples masculino – Quartas de final | Juan Martín del Potro [24]                                      | Roger Federer [3]                                               | 7–5, 3–6, 7–68, 6–4 |
| Grandstand                           |                                                                 |                                                                 |                     |
| Evento                               | Vencedor(a)/(es/as)                                             | Derrotado(a)/(os/as)                                            | Resultado           |
| Duplas femininas – Quartas de final  | Chan Hao-ching / Zhang Shuai vs. Chan Yung-jan / Martina Hingis | Chan Hao-ching / Zhang Shuai vs. Chan Yung-jan / Martina Hingis | cancelado           |

## Dia 11 (7 de setembro)
- Cabeças de chave eliminados:
  - Simples feminino:  Venus Williams [9],  Coco Vandeweghe [20]
  - Duplas masculinas:  Henri Kontinen /  John Peers [1],  Bob Bryan /  Mike Bryan [5]
  - Duplas femininas:  Tímea Babos /  Andrea Hlaváčková [5]

Ordem dos jogos:
| Arthur Ashe Stadium                        | Arthur Ashe Stadium                     | Arthur Ashe Stadium               | Arthur Ashe Stadium |
| Evento                                     | Vencedor(a)/(es/as)                     | Derrotado(a)/(os/as)              | Resultado           |
| ------------------------------------------ | --------------------------------------- | --------------------------------- | ------------------- |
| Duplas masculinas cadeirantes – Semifinais | Alfie Hewett [2] Gordon Reid [2]        | Gustavo Fernández Shingo Kunieda  | 6–3, 6–2            |
| Duplas femininas cadeirantes – Semifinais  | Dana Mathewson Aniek van Koot           | Yui Kamiji [2] Lucy Shuker [2]    | 0–6, 6–4, [10–5]    |
| Simples feminino – Semifinais              | Sloane Stephens [PR]                    | Venus Williams [9]                | 6–1, 0–6, 7–5       |
| Simples feminino – Semifinais              | Madison Keys [15]                       | Coco Vandeweghe [20]              | 6–1, 6–2            |
| Grandstand                                 |                                         |                                   |                     |
| Evento                                     | Vencedor(a)/(es/as)                     | Derrotado(a)/(os/as)              | Resultado           |
| Duplas masculinas – Semifinais             | Jean-Julien Rojer [12] Horia Tecău [12] | Henri Kontinen [1] John Peers [1] | 1–6, 7–65, 7–5      |
| Duplas masculinas – Semifinais             | Feliciano López [11] Marc López [11]    | Bob Bryan [5] Mike Bryan [5]      | 3–6, 6–3, 6–4       |
| Duplas masculinas cadeirantes – Semifinais | Stéphane Houdet [1] Nicolas Peifer [1]  | Joachim Gérard Stefan Olsson      | 6–3, 5–7, [10–8]    |
| Simples feminino juvenil – 3ª fase         | Cori Gauff [WC]                         | Dalayna Hewitt [WC]               | 6–4, 6–3            |

## Dia 12 (8 de setembro)
- Cabeças de chave eliminados:
  - Simples masculino:  Pablo Carreño Busta [12],  Juan Martín del Potro [24]
  - Duplas masculinas:  Feliciano López /  Marc López [11]
  - Duplas femininas:  Lucie Šafářová /  Barbora Strýcová [3],  Sania Mirza /  Peng Shuai [4]

Ordem dos jogos:
| Arthur Ashe Stadium                             | Arthur Ashe Stadium                       | Arthur Ashe Stadium                     | Arthur Ashe Stadium |
| Evento                                          | Vencedor(a)/(es/as)                       | Derrotado(a)/(os/as)                    | Resultado           |
| ----------------------------------------------- | ----------------------------------------- | --------------------------------------- | ------------------- |
| Duplas masculinas – Final                       | Jean-Julien Rojer [12] Horia Tecău [12]   | Feliciano López [11] Marc López [11]    | 6–4, 6–3            |
| Simples masculino – Semifinais                  | Kevin Anderson [28]                       | Pablo Carreño Busta [12]                | 4–6, 7–5, 6–3, 6–4  |
| Simples masculino – Semifinais                  | Rafael Nadal [1]                          | Juan Martín del Potro [24]              | 4–6, 6–0, 6–3, 6–2  |
| Grandstand                                      |                                           |                                         |                     |
| Evento                                          | Vencedor(a)/(es/as)                       | Derrotado(a)/(os/as)                    | Resultado           |
| Duplas femininas – Semifinais                   | Chan Yung-jan [2] Martina Hingis [2]      | Sania Mirza [4] Peng Shuai [4]          | 6–4, 6–4            |
| Duplas femininas – Semifinais                   | Lucie Hradecká [7] Kateřina Siniaková [7] | Lucie Šafářová [3] Barbora Strýcová [3] | 6–2, 7–5            |
| Duplas mistas – Semifinais                      | Martina Hingis [1] Jamie Murray [1]       | Coco Vandeweghe Horia Tecău             | 6–4, 7–68           |
| Simples masculino cadeirante – Quartas de final | Alfie Hewett                              | Shingo Kunieda [WC]                     | 4–6, 6–4, 6–3       |

## Dia 13 (9 de setembro)
- Cabeças de chave eliminados:
  - Simples feminino:  Madison Keys [15]
  - Duplas mistas:  Chan Hao-ching /  Michael Venus [3]

Ordem dos jogos:
| Arthur Ashe Stadium                       | Arthur Ashe Stadium                 | Arthur Ashe Stadium                  | Arthur Ashe Stadium |
| Evento                                    | Vencedor(a)/(es/as)                 | Derrotado(a)/(os/as)                 | Resultado           |
| ----------------------------------------- | ----------------------------------- | ------------------------------------ | ------------------- |
| Duplas mistas – Final                     | Martina Hingis [1] Jamie Murray [1] | Chan Hao-ching [3] Michael Venus [3] | 6–1, 4–6, [10–8]    |
| Simples feminino – Final                  | Sloane Stephens [PR]                | Madison Keys [15]                    | 6–3, 6–0            |
| Grandstand                                |                                     |                                      |                     |
| Evento                                    | Vencedor(a)/(es/as)                 | Derrotado(a)/(os/as)                 | Resultado           |
| Simples masculino cadeirante – Semifinais | Alfie Hewett                        | Gordon Reid [2]                      | 7–5, 5–7, 7–68      |
| Simples feminino juvenil – Semifinais     | Amanda Anisimova [4]                | Emiliana Arango                      | 6–4, 6–1            |
| Simples feminino cadeirante – Semifinais  | Yui Kamiji [1]                      | Aniek van Koot                       | 6–4, 2–6, 6–2       |

## Dia 14 (10 de setembro)
- Cabeças de chave eliminados:
  - Simples masculino:  Kevin Anderson [28]
  - Duplas femininas:  Lucie Hradecká /  Kateřina Siniaková [7]

Ordem dos jogos:
| Arthur Ashe Stadium                 | Arthur Ashe Stadium                  | Arthur Ashe Stadium                       | Arthur Ashe Stadium |
| Evento                              | Vencedor(a)/(es/as)                  | Derrotado(a)/(os/as)                      | Resultado           |
| ----------------------------------- | ------------------------------------ | ----------------------------------------- | ------------------- |
| Duplas femininas – Final            | Chan Yung-jan [2] Martina Hingis [2] | Lucie Hradecká [7] Kateřina Siniaková [7] | 6–3, 6–2            |
| Simples masculino – Final           | Rafael Nadal [1]                     | Kevin Anderson [28]                       | 6–3, 6–3, 6–4       |
| Grandstand                          |                                      |                                           |                     |
| Evento                              | Vencedor(a)/(es/as)                  | Derrotado(a)/(os/as)                      | Resultado           |
| Simples feminino juvenil – Final    | Amanda Anisimova [4]                 | Cori Gauff [WC]                           | 6–0, 6–2            |
| Simples masculino juvenil – Final   | Wu Yibing [2]                        | Axel Geller [1]                           | 6–4, 6–4            |
| Simples feminino cadeirante – Final | Yui Kamiji [1]                       | Diede de Groot [2]                        | 7–5, 6–2            |